# Lac de la Presqu'île
Lac de la Presqu'île är en sjö i Kanada.   Den ligger i regionen Nord-du-Québec och provinsen Québec, i den östra delen av landet, 500 km norr om huvudstaden Ottawa. Lac de la Presqu'île ligger 350 meter över havet. Arean är 17,3 kvadratkilometer. Den sträcker sig 5,7 kilometer i nord-sydlig riktning, och 7,5 kilometer i öst-västlig riktning.
Trakten runt Lac de la Presqu'île är nära nog obefolkad, med mindre än två invånare per kvadratkilometer.